# Palmitos
Cet article possède un paronyme, voir Palmito.
Palmitos est une ville brésilienne située dans la mésorégion Ouest de Santa Catarina, dans l'État de Santa Catarina.

## Généralités
Les principales activités économiques de la municipalité sont le tourisme et l'agriculture, notamment les cultures du maïs et du haricot. La population est d'origines diverses : allemande, italienne, caboclo, polonaise et française.

## Géographie
Palmitos se situe par une latitude de 27° 04′ 03″ sud et par une longitude de 53° 09′ 40″ ouest, à une altitude de 406 mètres.
Sa population était de 16 021 habitants au recensement de 2010. La municipalité s'étend sur 351 km2.
Elle fait partie de la microrégion de Chapecó, dans la mésorégion Ouest de Santa Catarina.

## Administration
La municipalité est constituée de quatre districts :
- Palmitos (siège du pouvoir municipal)
- Diamantino
- Oldemburg
- Santa Lúcia

## Villes voisines
Palmitos est voisine des municipalités (municípios) suivantes :
- Alpestre dans l'État du Rio Grande do Sul
- Caibi
- Cunha Porã
- Cunhataí
- Frederico Westphalen dans l'État du Rio Grande do Sul
- Iraí dans l'État du Rio Grande do Sul
- São Carlos
- Vicente Dutra dans l'État du Rio Grande do Sul